# Dendrobium pinifolium
Dendrobium pinifolium är en orkidéart som beskrevs av Henry Nicholas Ridley. Dendrobium pinifolium ingår i släktet Dendrobium, och familjen orkidéer. Inga underarter finns listade i Catalogue of Life.